# Mário Raínho
Mário Rainho (1951) é um poeta, autor, guionista e encenador português.

## Biografia
Mário Raínho nasceu em 1951. 
Fez os seus estudos nas Ordens Religiosas: Dominicanos, Franciscanos e Jesuítas. Em 1966 começou a cantar e em 1970 gravou para várias editoras. 
Profissionalmente destaca-se com os poemas que escreveu para fados e canções; a estreia como autor teatral no Teatro Villaret, com a revista “Ora Bate, Bate Manso”; como co-autor com Henrique Santana, Eduardo Damas e Carlos Ivo da revista “Quem Tem ECU Tem Medo”, no Teatro Maria Vitória; autor, com Francisco Nicholson, Nuno Nazareth Fernandes, Gonçalves Preto e Marcelino Mota, da revista “Lisboa Meu Amor” no Teatro ABC, bem como a revista “Mamã Eu Quero”. Voltando ao Teatro Maria Vitória, foi autor e chefe de parceria das seguintes revistas: “Ora Bolas Pró Parque”, “Aqui Há Muitos, Gatos”, “Ó Trolaré, Ó Troilará” e “Tem a Palavra a Revista”.
A partir de 2000 foi co-autor, chefe de parceria e encenador das revistas: “2001, Odisseia no Parque”, autor único, “Lisboa Regressa ao Parque”, “Vá P’ra Fora ou Vai Dentro”, “Arre Potter que É Demais!” e “A Revista É Linda!”. Em 2010 foi co-autor com Francisco Nicholson da Revista "Vai de em@il a Pior". Regressa ao Parque Mayer em 2012, onde encenou, dirigiu e escreveu a revista: "Humor com Humor se Paga", em 2013 "Lisboa Amor Perfeito" no mesmo teatro, seguiu-se a revista que estreou em Outubro de 2014: "Tudo isto é FaRdo". No que toca à televisão, foi co-autor dos programas: “Quem Casa Quer Casa!”, “Ora Bolas Marina”, “Marina Dona Revista” e “Bora lá Marina”. 
Escreveu ainda, em parceria com Filipe La Féria, para a RTP, o programa televisivo “Cabaret”.
Senhor de um enorme talento, as grandes revistas do Parque Mayer dos ultimos anos, foram da sua autoria.
Como poeta, Mário Rainho é cantado por nomes do fado e da música ligeira como Ada de Castro, Alice Pires, Ana Moura, Anita Guerreiro, António Zambujo, Beto, Carlos Zel, Cidália Moreira, Fernando Maurício, Filipa Cardoso,  Joana Amendoeira, Jorge Fernando, José Manuel Barreto,Lenita Gentil, Mafalda Arnauth, Marco Oliveira, Maria Armanda, Maria da Fé,Maria da Nazaré,Mariza, Raquel Tavares,Ricardo Ribeiro, Rodrigo, Vasco Rafael, entre muitos outros.

## Prémios e reconhecimento
Foi distinguido com os prémios: 
- 1999 - foi distinguido como melhor autor com o Prémio Pateota, no mesmo ano, ainda, recebe as Máscaras de Ouro do Teatro Ligeiro
- 2001 - volta a ser considerado o melhor autor e distinguido de novo com o Prémio Pateota. Pelo seu trabalho, foi o primeiro poeta vivo, a ser homenageado pela Casa do Fado e da Guitarra Portuguesa e pela Câmara Municipal de Lisboa.
- 2006 - recebeu, no Teatro São Luiz, o Prémio Melhor Poeta do Ano da Fundação Amália Rodrigues [3]
- 2012 - foi condecorado pela Câmara Municipal de Lisboa, com a Medalha de Mérito Cultural, Grau ouro, a propósito da elevação do Fado a Património Imaterial da Humanidade. [1][4][5]

Escreveu a letra da canção De quando em vez, musicada por João Maria dos Anjos e gravada por Ana Moura, uma das 150 canções, que constam na antologia, As Palavras das Canções, organizada por João Calixto, editada com o apoio da Sociedade Portuguesa de Autores. 